# Paco Montalvo
Pour les articles homonymes, voir Montalvo.
Paco Montalvo (né à Cordoue, Espagne, le 19 novembre 1992) est un violoniste et musicien espagnol. C'est le plus jeune violoniste qui a fait ses débuts au XXIe siècle dans la grande salle du Carnegie Hall de New York.

## Biographie

### Études
Dès sa petite enfance, il se passionne pour la musique dans un environnement familial favorable, ayant son premier contact avec un violon avant même de faire ses premiers pas. Son père fut son premier professeur. À cinq ans, il commence à étudier avec Yuri Petrossian, puis Nestor Eidler, élève de Szentgÿorgyi et David Oïstrakh. À six ans, il donne son premier récital dans sa ville natale. À douze ans, il fait ses débuts avec l'Orchestre symphonique de la radio-télévision espagnole à Madrid. Depuis, il s’est formé dans des universités et écoles de musique comme le Conservatoire Tchaïkovski de Moscou, le Mozarteum de Salzbourg, l’Université Charlotte en Caroline du Nord, l’École supérieure de musique Reine-Sophie à Madrid, l'Académie Barenboïm-Saïd et la Meadowmount School of Music de New York.
Il termine à seize ans ses études de violon au Conservatoire supérieur de musique « Rafael Orozco » de Cordoue, puis obtient sa licence de musique à dix-huit ans. Quelques mois plus tard, il commence ses études de troisième cycle et devient l'un des plus jeunes doctorants.
Paco Montalvo a été l’élève et a travaillé avec quelques-uns des grands maestros de violon comme Jean-Jacques Kantorow, Zakhar Bron, David Russel, Igor Ozim, Mathis Fischer, Klaus Peter, Victor Pikaisen, Salvatore Accardo, Yuri Volguin, Sally Thomas, Alexander Tronstiansky, Joel Smirnoff, Serguei Teslia, Ruben Aharonyan, Gonçal Comellas, Luis Gallardo, Serguei Fatkouline, José Gámez, Ara Bogdanian, Pavel Vernikov et Alexander Markov.

### Carrière
Depuis ses débuts avec l'Orchestre symphonique de la Radio-Télévision espagnole à l'âge de douze ans, Paco Montalvo entreprend une carrière féconde comme concertiste et soliste pour des orchestres réputés et lors de festivals et de récitals en Amérique, Asie et Europe. Son expérience internationale est marquée par deux concerts exceptionnels, le premier à Tel-Aviv avec l'Orchestre symphonique de l'Opéra d'Israël  alors que Paco Montalvo n’a que dix-sept ans. Le succès de ce concert est tel que quelques mois plus tard, il reçoit une invitation qui le conduira à être le plus jeune violoniste du XXIe siècle à faire ses débuts dans la salle principale, le Stern Auditorium/Perlman Stage du légendaire Carnegie Hall de New York. 
Le 24 avril 2011 à New York, Paco Montalvo franchit une étape dans l'emblématique Carnegie Hall de New York. Il a alors dix-huit ans. Accompagné par l'Orchestre symphonique de Nouvelle Angleterre et sous la baguette du chef d’orchestre et compositeur britannique John Rutter, il y joue le Concerto pour violon nº 1 de Niccolò Paganini. Sa maîtrise technique et sa maturité interprétative sont mises en évidence par la critique qui le décrit comme un musicien éblouissant : « ses solos ont fait vibrer le public new-yorkais », qui félicite le jeune espagnol par une ovation.

## Représentations internationales

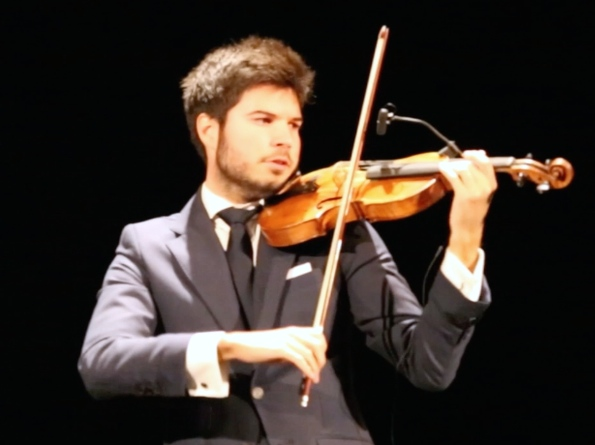
Paco Montalvo lors d'un concert en direct.

En mai 2006, Paco Montalvo entreprend son premier voyage aux États-Unis, à Chicago (Illinois), sélectionné par la « Stradivari Society ». Il donne alors, dans la Salle de Concert Stradivari, un concert jouant le violon « La Cathédrale » facturé par Stradivarius en 1707.  
En septembre 2007, il avait déjà voyagé à la Havane pour faire ses débuts avec l'Orchestre symphonique national de Cuba, où il interprète pour la première fois la Symphonie espagnole d’Édouard Lalo, sous la direction du Maestro Juan Luis González.  
En 2009, Paco Montalvo est présenté comme un ambassadeur culturel de la ville de Cordoue en Pologne.  Au mois de février 2011, il commence le tournage du film « Córdoba, vie et génie ». Il en fut l'un des principaux personnages avec quelques-uns des artistes plus fameux de la ville comme le guitariste Vicente Amigo ou le chanteur de flamenco El Pele.  
En janvier 2011, janvier 2012 et janvier 2013, il joue devant le Sénat espagnol comme artiste invité à l'occasion de la Journée internationale pour la Mémoire de l'Holocauste et la Prévention des Crimes contre l'Humanité.
En avril 2012, il est invité par Shlomo Mintz à jouer lors de la présentation ses « Violons de l'espoir » aux États-Unis. Son concert fut diffusé par la radio publique nationale dans tout le pays.
En mars 2012, Montalvo voyage en Hongrie comme soliste de l'Orchestre à cordes de Budapest pour une série de concerts de musique classique espagnole. Il joue, dans le Palais du Danube, plusieurs des œuvres les plus représentatives de Pablo de Sarasate.  
En mai 2013, l’actrice nord-américaine Eva Longoria invite à Paris Paco Montalvo au Gala annuel « The Global Gift Gala ». En mars de la même année, Paco Montalvo rencontre Yael Naim, chanteuse israélienne avec laquelle il travaille sur plusieurs projets.  
En 2013, également, il remporte le premier prix international « Arthur Rubinstein », pour son excellence dans la performance et la composition musicale.
En juillet 2013, Paco Montalvo exécute lors du IXe Festival international de la Mer Egée, le Concerto nº3 de Mozart sous la baguette de chef d'orchestre Peter Tiboris.

## Discographie
- 2015 - Alma del violín flamenco